# Doritos
Doritos (/dəˈriːtoʊz/; с испанского — «позолоченный») — американский бренд ароматизированных чипсов из тортильи (лепёшек из кукурузной муки).
Выпускаются с 1964 года компанией Frito-Lay, входящей в холдинг PepsiCo. Оригинальные Doritos не были приправлены. Первым ароматом был Toasted Corn, выпущенный в 1966 году, затем Taco в 1967 году и Nacho Cheese в 1972 году. Другие фирменные ароматы начали появляться в конце 1980-х годов. Концепция Doritos возникла в ресторане в Диснейленде.
Doritos также приобрела известность благодаря своим маркетинговым кампаниям, в том числе по многим рекламным роликам во время Супербоула. В 2019 году продукция рекламировалась уже без логотипа и названия бренда.

## История
Согласно легенде, идея чипсов возникла благодаря находчивости владельца ресторана Casa de Fritos в Калифорнии, который рассчитывал таким образом избавиться от излишков продуктов. Когда ресторан посетил вице-президент по маркетингу от компании Frito-Lay, он заключил соглашение о начале массового производства. Изначально Doritos были доступны только жителям Калифорнии, однако начиная с 1966 года их стали продавать по всей Америке. Начиная с 1967 года появились версии с различными вкусовыми добавками. Изобретатель чипсов был похоронен по собственному желанию под их слоем. Ему было 97 лет.
Компания быстро росла, и к 1993 году доходы от продажи Doritos превышали миллиард долларов. В 1995 году изменился размер чипса — он стал на 20 % больше, но при этом на 15 % тоньше. К 2018 году на территории США компания продавала продукции на 1,5 млрд долларов.

## Скандалы
Компания планировала выпускать женские чипсы. Они должны были не издавать шума во время еды. Но позже отказалась от идеи, из-за обвинений в дискриминации.